# Nu Orionis
Ne doit pas être confondu avec NU Orionis.
Désignations
Nu Orionis (en abrégé ν Ori) est une étoile binaire de la constellation d'Orion, qui apparaît relativement proche de Xi Orionis dans le ciel. Elle brille d'une magnitude apparente de 4,42, et elle est donc visible à l'œil nu. Le système présente une parallaxe annuelle mesurée par le satellite Hipparcos de 6,32 ± 0,33 mas, ce qui permet d'en déduire qu'il est distant de 520 ± 30 a.l. (∼ 159 pc) de la Terre.
Nu Orionis est une étoile binaire spectroscopique à raies simples, ce qui signifie que seules les raies d'absorption de l'une des composantes peuvent être distinguées et que la présence de son compagnon est mise en évidence par le déplacement de ces raies par effet Doppler. Les deux étoiles tournent l'une autour de l'autre avec une période orbitale de 131,2 jours et leur orbite présente une excentricité élevée de 0,64.
Selon la source, l'étoile primaire, désignée Nu Orionis A, est classée soit comme une étoile bleu-blanc de la séquence principale de type spectral B3 V, soit comme une sous-géante plus évoluée de type B3 IV. Son diamètre angulaire mesuré est de 0,251 mas. Connaissant sa distance, cela donne à Nu Orionis A un rayon qui est 4,3 fois supérieur à celui du Soleil. L'étoile est 6,7 plus massive et est 1 965 fois plus lumineuse que le Soleil. Sa température de surface est de 17 880 K.